# Фіннат Мар
Фіннат Мар — (ірл. Finnat Már) — Фінніт Великий, Лоннадвар, Фіннат мак Ніа Сегамайн — верховний король Ірландії. Час правління: 154—151 до н. е. (згідно з «Історією Ірландії» Джеффрі Кітінга) або 219—210 до н. е. (відповідно до «Хроніки Чотирьох Майстрів»). Син Ніа Сегамайна (ірл. — Nia Segamain). Зайняв престол верховного короля ірландії після смерті Рудрайге мак Сіхрігі (ірл. — Rudraige mac Sithrigi), що помер від чуми. Правив Ірландіїю чи то один, чи то три, чи то дев'ять років. Був вбитий сином Рудрайге — Бресалом Бо-Дібадом (ірл. — Bresal Bó-Díbad), який вважав себе законним спадкоємцем трону. «Книга захоплень Ірландії» синхронізує його правління з правлінням Птолемея X Олександра I (110 — 88 до н. е.) в Єгипті. Але Джеффрі Кітінг та Чотири Майстри відносять його правління до більш давніх часів.